# Andrew Hein
Pour les articles homonymes, voir Hein.
Andrew « Andy » William Hein est un joueur américain de volley-ball né le 1er juillet 1984 à Hinsdale (Illinois). Il mesure 2,11 m et joue central. Il totalise 104 sélections en équipe des États-Unis.

## Clubs
| Club                  | De             | À         |
| --------------------- | -------------- | --------- |
| Tomis Constanța       | 2007-2008      | 2007-2008 |
| Changos Naranjito     | 2008-2010      | 2009-2010 |
| GC Lamia              | septembre 2010 | mars 2011 |
| Yaroslavich Yaroslavl | mars 2011      | mai 2011  |
| Lausanne UC           | septembre 2011 | mars 2012 |
| Pallavolo Padoue      | mars 2012      | mai 2012  |
| Spacer's Toulouse     | 2012-2013      | 2012-2013 |
| Hypo Tirol Innsbruck  | 2013-2014      | 2014-2015 |

## Palmarès

### En sélection
- Coupe panaméricaine (2)
  - Vainqueur :  2007, 2008
  - Finaliste :  2011
- Championnat d'Amérique du Nord 
  - Finaliste :  2009

### En club
- Championnat de Roumanie (1)
  - Vainqueur :  2008
- Coupe de Roumanie (1)
  - Vainqueur :  2008
- Championnat d'Autriche (1)
  - Vainqueur :  2014
- Coupe d'Autriche (1)
  - Vainqueur :  2014
- Coupe de France 
  - Finaliste : 2013